# Androsace alpina
Androsace alpina là một loài thực vật có hoa trong họ Anh thảo. Loài này được (L.) Lam. mô tả khoa học đầu tiên năm 1778.

## Hình ảnh

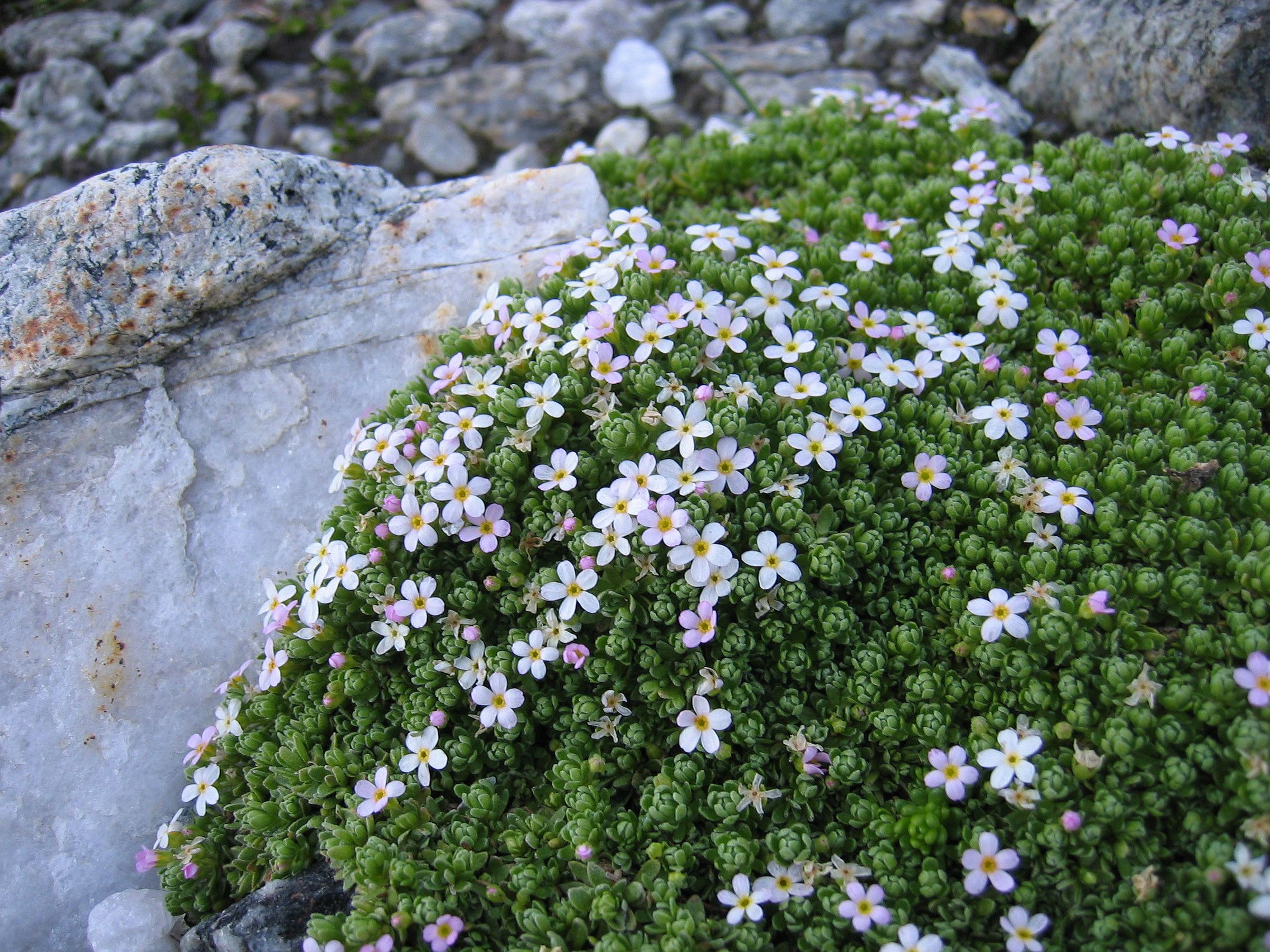
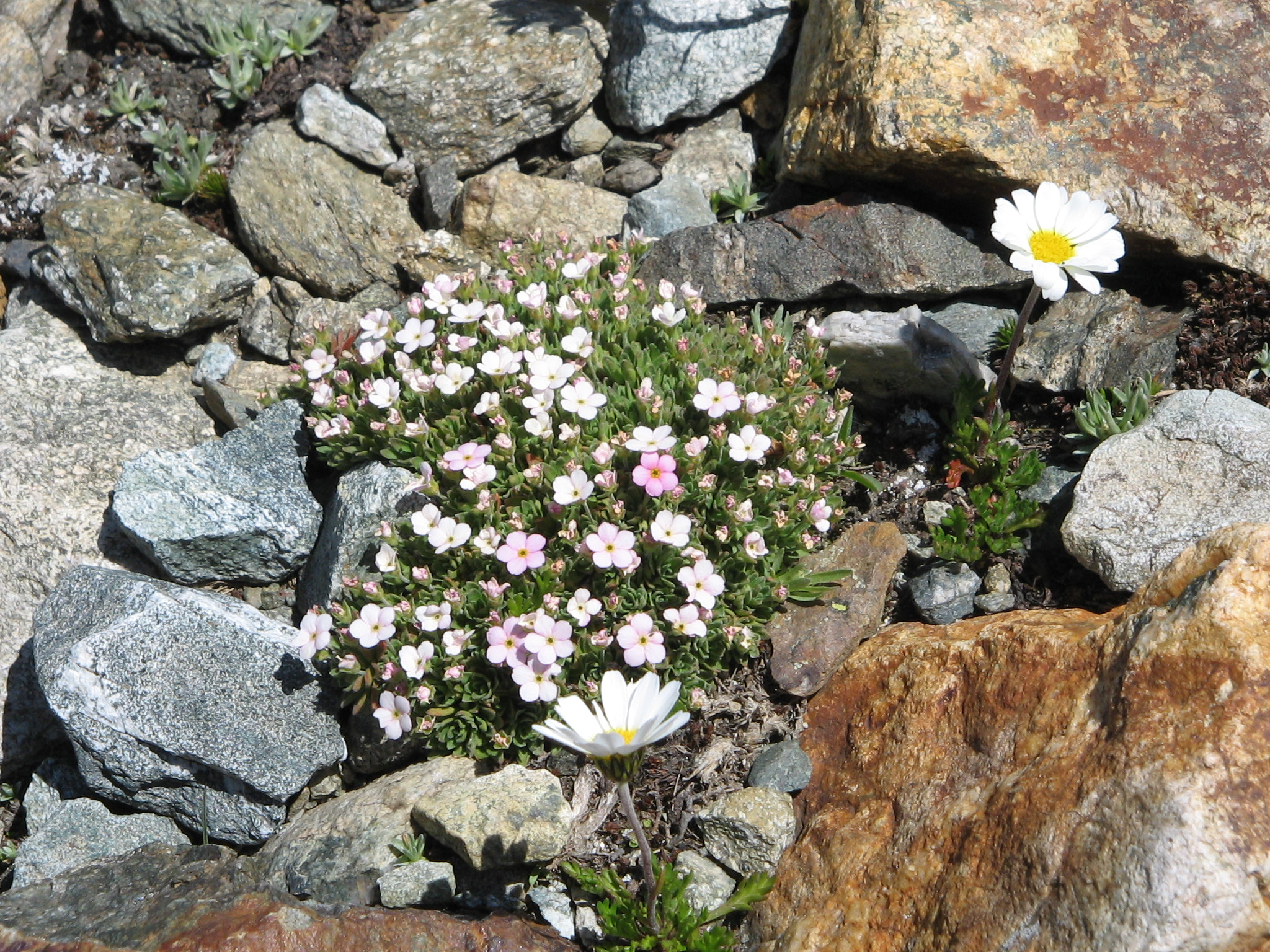
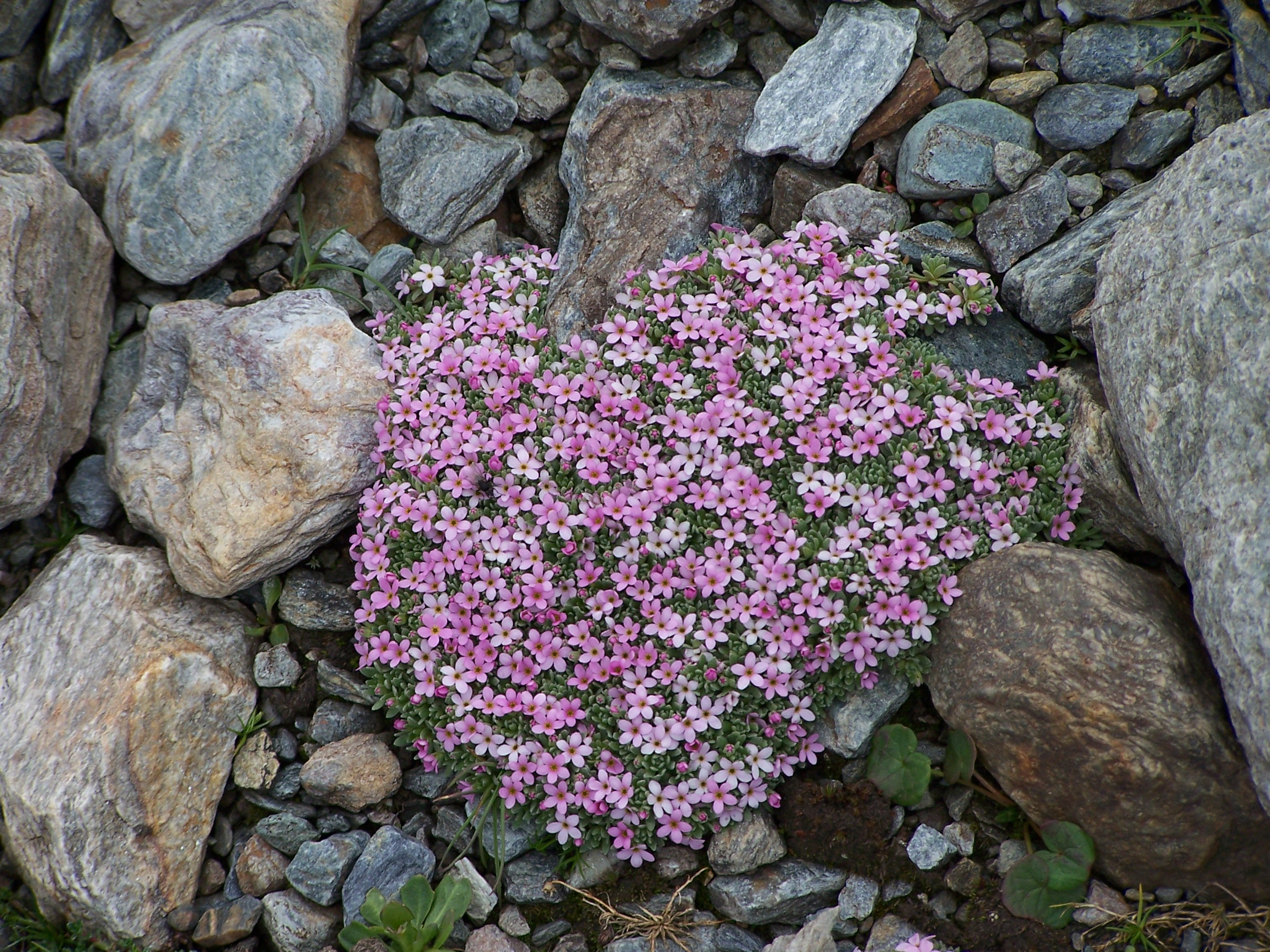
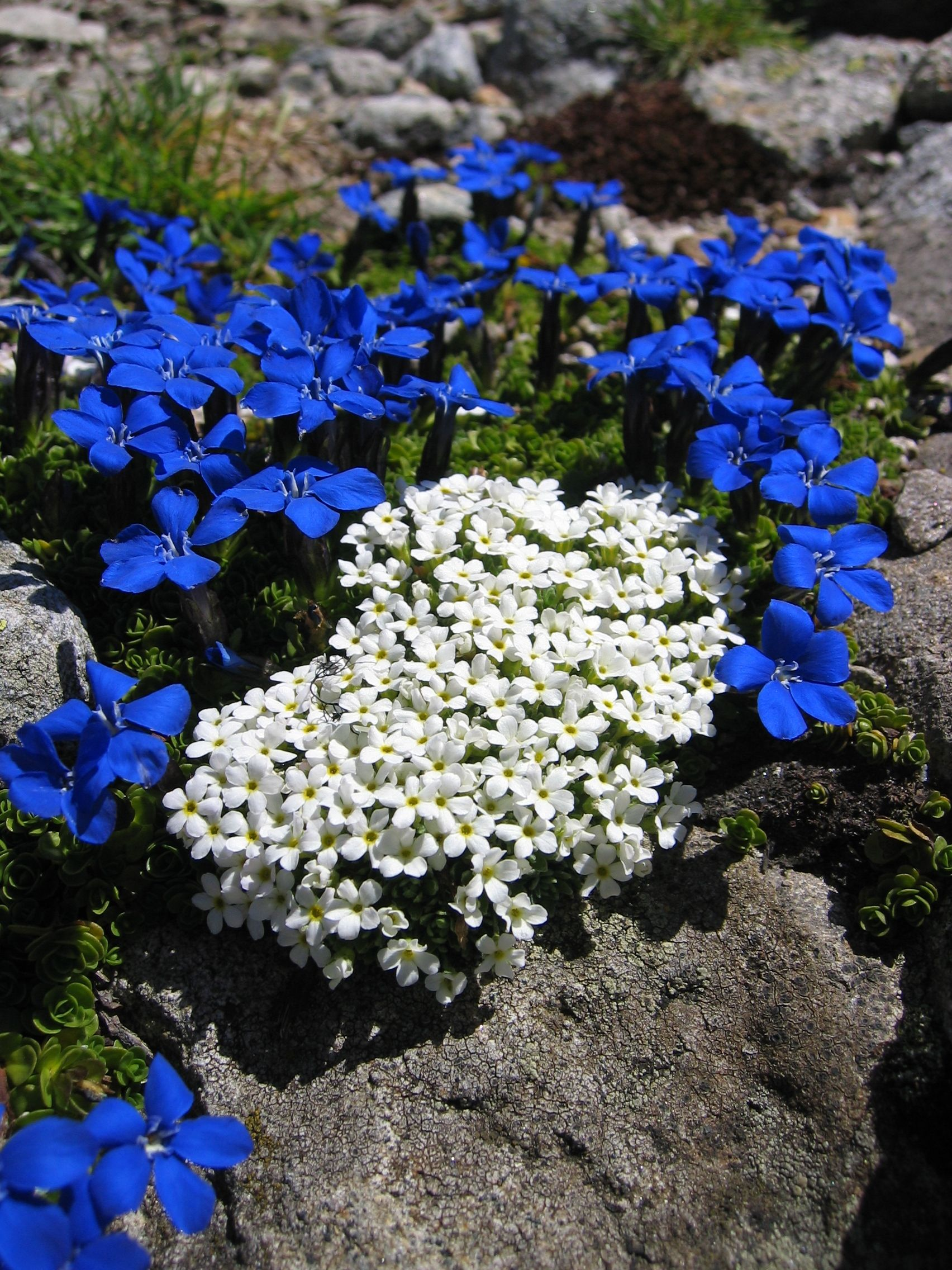